# Igal
Igal – miasto na Węgrzech, w Komitacie Somogy, w powiecie Kaposvár.